# Gabrnik (gmina Škocjan)
Gabrnik – wieś w Słowenii, w gminie Škocjan. W 2018 roku liczyła 9 mieszkańców.